# Stream.cz

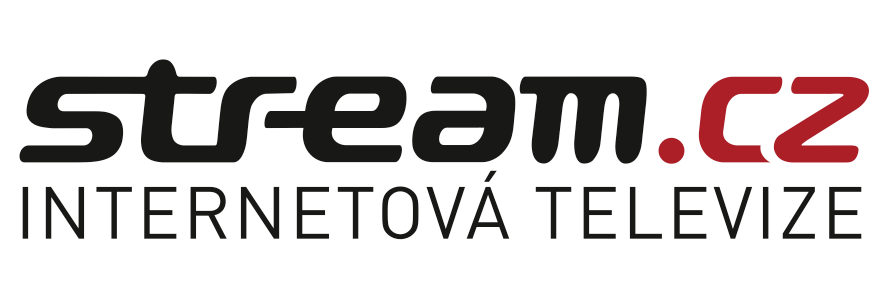
Logo stream.cz

Stream.cz – czeska internetowa telewizja, której właścicielem i wydawcą jest największy w tym kraju portal internetowy Seznam.cz. Stream.cz produkuje własne materiały, w przeszłości jego ofertę uzupełniały też programy przejęte od telewizji Prima i Óčko TV, a także videa nagrane przez widzów. Stream.cz jest jedną z najpopularniejszych stron w czeskim internecie (szóste miejsce w rankingu odwiedzin w 2012 roku).

## Historia
Stream.cz został założony w roku 2006 przez Milosa Petanę i jego firmę Global Inspiration jako platforma, która miała zawierać profesjonalne produkcje, amatorską twórczość samych użytkowników i teledyski. Do powstania strony przyczynili się także dziennikarz Patrick Zandl, producenci Daniel Netušil i David Holý, założyciel Bonuswebu Zdeněk Polách i dzisiaj już dramaturg Andrea Maloveczká. Próbna emisja odbyło się 21 grudnia 2006 roku

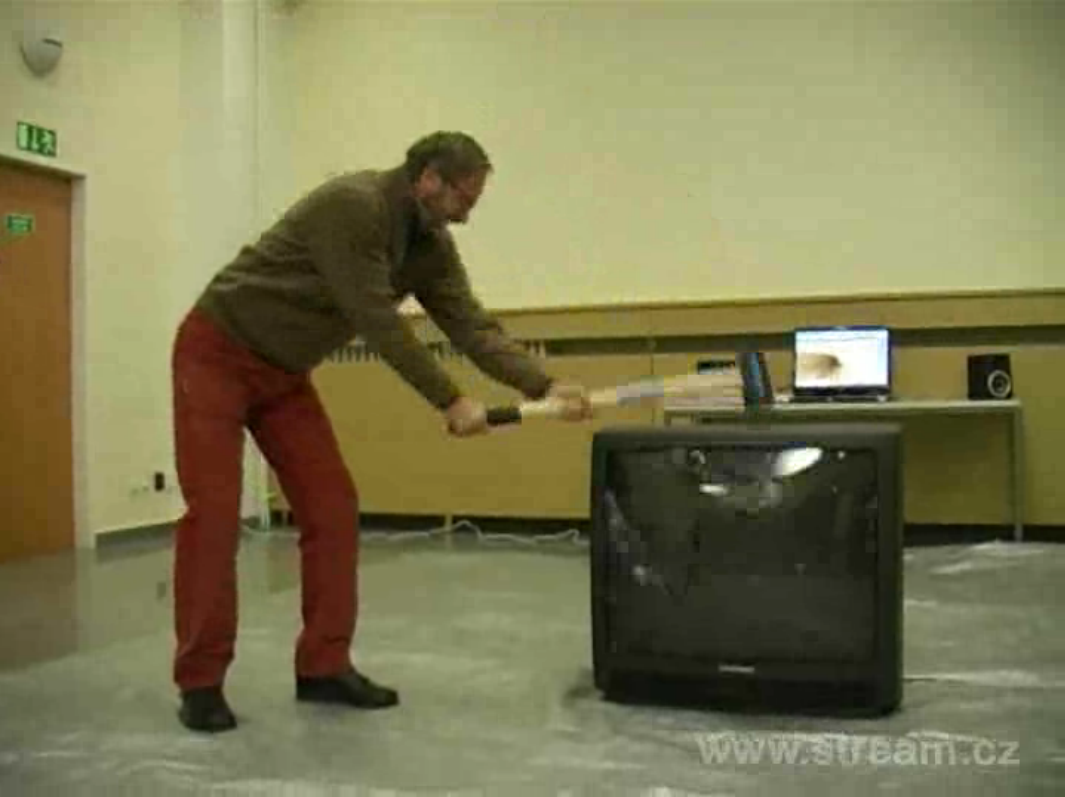
Pierwszy filmik na stream.cz, pokazujący założyciela strony niszczącego młotkiem telewizor

Historycznie pierwszy filmik Stream.cz pokazywał założycieli strony demonstracyjnie rozbijających telewizor, co oznaczać miało koniec ery tradycyjnej telewizji i zwycięstwo internetu.
W roku 2007 50% akcji firmy Global Inspiration zakupił Seznam.cz, a program Stream.cz zaczął pojawiać na stronie głównej portalu, co spowodowało znaczny wzrost oglądalności internetowej telewizji. 5 marca tego roku rozpoczęła ona nadawanie na żywo. W marcu 2011 roku Seznam kupił pozostałe 50% akcji  i stał się jedynym właścicielem telewizji Stream.cz. Spowodowało to odejście od bulwarowych reportaży, a od roku 2013 także materiałów nagrywanych przez użytkowników. Stream.cz skupił się wyłącznie na produkcji profesjonalnych programów.
Teledyski, które do roku 2011 znajdowały się na podstronie Stream Music, zostały przeniesione do należącej do Seznamu usługi Mixer.cz.
W latach 2006–2011 stanowiska dyrektora piastowali reżyser Michael Cech, scenarzysta Evzen Gogela, syn znanego kompozytora Petr Svoboda, aktorka Veronika Žilková i prezenter i były redaktor naczelny sekcji wiadomości Czeskiej Telewizji Pavel Zuna. Od roku 2011 do 2017 na czele redakcji Stream.cz stali główny producent Lukáš Záhoř i główny dramaturg Martin Krušina. Obaj odeszli do nowo powstałej internetowej telewizji Mall.tv po nieporozumieniach z szefostwem Seznamu.

## Aplikacja
Poza stroną internetową telewizję Stream.cz można też oglądać poprzez aplikację na smartfony i tablety z systemami Android, iOS i Windows Phone. Od końca 2014 oglądanie Streamu umożliwiają także telewizory (Smart TV) Samsung i LG, a od 2016 także inne telewizory obsługujące standard HbbTV i czwarty multipleks DVB-T.

## Programy

### Seriale
- Formacja (Lajna) – serial wyprodukowany dla Obbod.tv i dostępny już w całości na tej platformie, na Stream.cz dodawany jednak po jednym odcinku (w każdą niedzielę). Opowiada o byłym hokeiście czeskiej reprezentacji Lubošu Hrouzku, który zdobył złoty medal w Nagano, był trenerem w NHL i Slavii Praga, a teraz jedzie do Havířova, gdzie ma prowadzić tamtejszą, raczej przeciętną drużynę, w której grać zaczyna także jego syn.
- Wesołe miasteczko (Přijela pouť) – Wyreżyserowany przez Petra Němečka serial o rodzinie właścicieli wesołego miasteczka, którzy muszą poradzić sobie ze słabnącą po rewolucji popularnością tego typu przedsięwzięć. Zadania tego podejmuje się wracający po ukończenia studiów prawniczych pierworodny syn, który szybko przekonuje się, że w tym środowisku nadal panują zupełnie inne niż gdziekolwiek indziej reguły.
- Fryzjerstwo damskie (Kadeřnictví) – Mały zakład fryzjerski w centrum jest miejscem, w którym wyjątkowo rozmowne bohaterki opowiadają o swoich sukcesach, porażkach i tajnikach kobiecego życia.
- Remiza (Hasičárna Telecí) – Bolek Polívka jako podstarzały komendant straży pożarnej, którego życie wypełniało jak dotąd oglądanie zawodów strażackich i dyskutowanie o nich w lokalnej hospodzie. Jak dotąd, bo decyzją z góry jego oddział ma stracić licencję, co skutkowałoby także zamknięciem ulubionego lokalu.
- Paśnik (Krmelec) – Komediowy serial Roberta Geislera, w którym zwierzęta spotykają się codziennie w hospodzie U Muflona w środku lasu. W głównych rolach przebrani za zająca, niedźwiedzia i muflona właśnie Pavel Liška, Tomáš Jeřábek i Pavel Šimčík. Produkcja posługuje się komizmem słownym, większość żartów opiera się na grze z częstymi w języku czeskim zwierzęcych idiomach.
- Biuro Blaníka (Kancelář Blaník) – oryginalna produkcja Stream.cz. Polityczna satyra ze środowisk alternatywnych obozów władzy, skupiająca się na postaci legendarnego lobbysty Tondy Blaníka. Dostępny jest także wyprodukowany również we współpracy z Negativ Film Productions pełnometrażowy film Prezident Blaník.
- Semestr – Eksperymentalna forma, fantastyczne role Anny Linhartovej, Jana Hoffmana, Evy Josefikovej i Jana Ciny i ważna dla młodego pokolenia tematyka w reżyserii Adama Sedláka.
- Talent (Vyšehrad) – komediowy serial o bardzo utalentowanym piłkarzu Sparty Praga Juliusu „Lavim“ Lavickým, który ze względu na niesportowy tryb życia nie spełnia oczekiwań i odchodzi do trzecioligowego Slavoja Vyšehrad. Serial jest pełen nawiązań do zachowań i wypowiedzi rzeczywistych postaci ze świata futbolu, wiele z nich pojawia się zresztą na ekranie. Aktor, który wcielił się w rolę Laviego Jakub Štáfek dostał nawet szansę zagrania w prawdziwym meczu Slavoja. Istnieje także wymyślona pierwotnie na potrzeby serialu marka odzieżowa JL10. Pierwsze pięć odcinków serialu Vyšehrad zostało wyprodukowane na zamówienie płatnej telewizji Obbod.tv, na Stream.cz jest dostępny od 2018 roku (dodatkowe 5 epizodów).
- Autobazar Monte Karlo – Sitcom o autobazarze Monte Karlo, z Petrem Čtvrtníčkiem w roli głównej, a także Jaroslavem Pleslem i Lucie Polišenską.
- Hodowla (Pěstírna) – Mroczny serial opowiadający o nielegalnej uprawie marihuany, gdzie wraz z grupą Wietnamczyków zmuszony jest pracować pewien mężczyzna. Reżyserowany przez Andy'ego Fehu seriál może przestraszyć niejednego widza, nie jest także pozbawiony elementów humorystycznych.
- Papieros, kawa i ja (Kafe & Cigárko)  – Spojrzenie na czeski aktorski półświatek. Podstawą scenariusza Petry Soukupovej jest blog aktorki Marii Doležalovej. Reżyseria: Jiří Diarmaid Novák
- Mroczne tajemnice bajek (Mrazivá tajemství) – Grupa ekspertów odkrywa mrożące krew w żyłach tajemnice bohaterów bajek, którzy nie wydają nam się niebezpieczni (np. Czerwony Kapturek, Pinokio). Nietypowy animowany serial w reżyserii Radovana Surego i Pavla Jindry.
- Cuky Luky – Satyryczny serial słowackich aktorek Petry Polnišovej i Zuzany Šebovej o życiu w luksusie, na które nie pozwala ich kraj.
- Posterunek (Fízlárna) – Odgrywający się na posterunku policji serial komediowy, na którym niechętny kompromisom komendant i jego podwładny muszą się przyzwyczaić do towarzystwa nowego kolegi z Moraw.
- Alles Gute – Dwunastoodcinkowa kontynuacja legendarnego kursu języka niemieckiego Milana Šteindlera a Davida Vávry, która była częścią programu Česká soda
- Luksus na talerzu (Luxus na talíři) – Program dla wszystkich smakoszów i smakoszek. Robert Mikluš gotuje po czesku, ale doskonale! Reżyseria: Martin Krušina.
- Gotuj z Mirą (Vaříme s Mírou) – Program kulinarny dla wszystkich, którzy chcą dobrze zjeść, a przy okazji zaoszczędzić. Roman Mrázik jako Míra gotuje więc za "nula nula prdlačky!“, czyli dusi grosze. Reżyseria: Martin Krušina.
- Żercy (Žrouti) – Program będącą crossoverem Vaříme s Mírou i Luxus na talíři. Dziewięcioodcinkowy format pozwala na spotkanie i konfrontację dwóch odmiennych sposobu myślenia o kuchni (dla kulinarnych snobów i dusigroszy)
- PIZZA BOY – Pierwszy oryginalny seriál aktorski. Opowiada o dostawcy (w tej roli Vladimír Škultéty), które chciałby tylko przywieźć pizzę na czas i dostać napiwek, ale zostaje wplątany w mniej ciekawe sprawy. Czarna komedia Adama Hobzika była pierwszym czeskim serialem, który został w całości wrzucony do internetu (choć do dziś większość pozycji internetowych telewizji pojawia się o stałej porze raz w tygodniu).
- Ginekologia 2 (Gynekologie 2) – Dwudziestoczteroodcinkowy sitcom parodiujący odgrywający się w szpitalu telewizyjny, uwielbiany w Czechach i na Słowacji serial Ordinace v růžové zahradě. Odtwórcą głównej roli i autorem scenariusza jest Petr Čtvrtníček.

### Inne programy
- Dość tego! (A DOST!) – Autorski program śledczy dla wszystkich konsumentów reportera Jana Tuny doczekał się we wrześniu 2014 wzmocnienia. Do zespołu dołączył mający wieloletnie doświadczenie w serwisach informacyjnych dwóch najpopularniejszych, komercyjnych stacji telewizyjnych Jakub Klingohr. Program, dzięki któremu udało się odkryć wiele nieuczciwych praktyk i kłamstw wobec klientów sklepów. Jego częścią są także testy żywności, usług itp.
- Jedzenie z o.o. (Jídlo, s. r. o.) – Roman Vaněk, szef Praskiego Instytutu Kulinarnego, być może po raz pierwszy pokazuje Czechom, co właściwie jedzą. Wraz ze swym zespołem odwiedza największe w kraju fabryki, które każdego dnia produkują tony tego samego produktu i te zakłady, które dbają zarówno o wysoką jakość, jak i zachowanie czeskich tradycji.
- Kucharz wie lepiej (Kuchař ví) – Zdeněk Marcín przedstawia proste sztuczki, które znać powinien każdy kucharz.
- Jak w najlepszej restauracji... (Menu Domů) – Zajmująca się kuchnią blogerka Veronika "Koko"  Kokešová odwiedza najwykwintniejsze restauracje i próbuje popisowych dań tamtejszych kucharzy, aby powtórzyć potem ich kulinarne wyczyny we własnym domu. Koko można oglądać także w programach MENU v sezóně (gdzie radzi, jak mniej lub bardziej tradycyjne potrawy przygotować z użyciem sezonowych produktów) i MENU podle Koko, którego uzupełnieniem jest książka kucharska wydana pod tym samym tytułem.
- One Man Show – Największe w czeskim internecie! Czegoś takiego jeszcze nie było. Internetowy dyktator Kazma Kazmitch i jego ekipa zdobywa świat nie zatrzymując się przed niczym. Nagradzany program, który przeszedł drogę od talk-show, w którym prowadzący Kazma (Kamil Bartošek) zapraszał gości ze świata show-bussinesu i przeprowadzał z nimi do rozmowy, do opartego na prankach reality-show. Na tę chwilę wyprodukowano już ponad 150 odcinków. Jeden z odcinków programu jest najlepiej oglądanym materiałem w historii telewizji Stream.cz (3 350 000 widzów).
- PROGRAM Luďka Staňka (POŘAD Luďka Staňka) – Luděk Staněk ogląda w telewizji największe głupoty po to, żeby inni już nie musieli.
- Mistrzowie kierownicy (Mistři Volantu) – Drugi program Richarda Cacáka, który wybiera trzech kierowców i przyznaje im tytuły: Stoika Tygodnia, Psychopaty Tygodnia a Pechowca/Szczęściarza Tygodnia.
- Nagrody Darwina (Darwinovy ceny) – program komediowy. Jego autorem jest Richard Cacák. Od 6 maja 2015 nowy odcinek wychodzi w każdy wtorek, dla facebookowych fanów czasem w poniedziałek wieczorem zamiast w środę.. Richard Cacák w każdym odcinku wybiera trzech kandydatów na „złotego Darwina". Złagodzona wersja tego, co robi światowa organizacja przyznająca Nagrodę Darwina. W programie nie można jednak pokazać śmierci, choć niektórym adeptom wiele nie zabrakło. Ich wyczyn musi być także uwieczniony na nagraniu. Każde video Cacák ocenia procentowo na tzw. Idiotometrze. Jedynym, komu jak dotąd udało się zdobyć 100%, był Rosjanin Ivan z miasta Konakovo, który skoczył z wysokości 120 metrów ze źle złożonym spadochronem, który się podczas spadania nie rozłożył. Wyczyn Ivana był ozdobą setnego odcinka programu.
- Honest Guide – Janek Rubeš jako najlepszy praski przewodnik dla zagranicznych turystów. Nie omija miejskich plag, ale znacznie chętniej daje pożyteczne rady, machając przy tym energicznie rękoma.
- Wiekopomne dni (Slavné dny) – Reportaże o dniach, które zmieniły bieg historii i losy naszego świata, przygotowywane i dopełnione komentarzem dziennikarza Pavla Zuny. Jesienią 2014 roku program doczekał się wydania w formie książkowej (50+2 příběhy, které psaly historii) oraz strony internetowej slavne-dny.cz, która ma za zadanie promować historię wśród młodych ludzi.
- Wycieczkowicz (Výleťák) – Dušan Krejdl radzi, gdzie wybrać się na wycieczkę.
- Honza w podróży (Honza na cestách) – Jan Tuna poluzował krawat, odłożył mikrofon i ruszył w świat, niczym Honzík z książki Bohumila Říhy.
- Podwójne wysprzęglenie (Meziplyn) – Motoryzacyjny program dla fanatyków aut. Najnowsze wiadomości ze świata samochodów i testy nowych modeli prezentuje Honza Koubek.
- Czechy kontra Słowacja (Česko vs Slovensko) – Czech i Słowak kłócą się o to, który kraj jest w większej..ma większe problemy.
- Niezapomniani (Nezapomenutelní) – Legendy pranków nie boją się żadnych wrażliwych tematów. Z ukrytą kamerą wyruszają na czeskie ulice, by sprawdzić reakcje ludzi na cokolwiek.
- Naj.. (Nej...) –  Naj.. z całego świata w minutę.
- Historia jednej piosenki (Příběh písně) – Jarda Konáš na chwilę odchodzi od masakrowania najgorszych kawałków i przedstawia historie najsławniejszych piosenek w historii.
- Made in Czechy (Vyrobeno v Česku) – Czasem zapomina się, że w Czechach nadal istnieją firmy produkujące czeskie produkty. Program pokazuje zarówno te z najdłuższą historią, jak i te niedawno powstałe.
- Pypcie na języku (Uzlíky na jazyku) – Doktor Karel Oliva wyjaśnia, skąd wzięły się pewne czeskie słowa, jak zmieniały się na przestrzeni lat i dlaczego nie zawsze znaczyły to samo.
- Swajp – Aplikacjami mobilnymi karmimy nasze smartfony dziś już niemal codziennie. W programie polecane są te, na które naprawdę warto poświęcić miejsce w pamięci swojego smartfona.
- Zaginiona Szumawa (Zmizelá Šumava) – Ponad osiemdziesięcioletni Emil Kintzl jest legendą Szumawy. Zajmuje się historiami osad, które w XX wieku zniknęły z mapy tego regionu.
- Umrzeć każdy musi (Dělníci smrti) – Program pokazuje miejsca związane ze śmiercią i umieraniem w taki sposób, w jaki jeszcze nikt ich nie powiedział. Jego częścią są też rozmowy z ludźmi, którzy o odchodzeniu z tego świata wiedzą prawie wszystko. Wszystko to po to, żeby ułatwić właściwą, ostateczną decyzję.
- Wielkie chwile sportu (Slavné sportovní okamžiky) – Program Pavla Zuny i Martina Krušiny o sportowych zwycięstwach, porażkach, tragediach i sensacjach.
- Nieznani, a szkoda (Slavní neznámí) – Program Pavla Zuny o ważnych ludziach, którzy nie są znani szerszej publiczności.
- Sławne marki (Slavné značky) – Program Stanislava Brunclíka i Pavla Zuny o markach znanych na całym świecie.
- Miłego poniedziałku (Šťastné pondělí) – Satyryczne wideokomentarze dziennikarza Jindřicha Šídlo na polityczne tematy.
- Fenomen (Fenomén) – Publicystyczny program Karolíny Vrbasové, który ma już ponad 300 odcinków i 100 milionów obejrzeń.
- Zacznij od nowa! (Restart života) – Couch Lenka Černá motywuje i radzi, jak pracować nad sobą i się rozwijać.
- New You – Zespół profesjonalnych fryzjerów ze studia New You dowodzonych przez Martina Tyla i Tibora Němce zmienia styl uczestników.
- Minuta mody (Minuta módy) – Modelka blogowa Eliška Hudcová wyrusza na ulice, żeby nauczyć Czeski i Czechów jak ubierać się zgodnie z najnowszymi trendami.
- Podbój kosmosu (Dobývání vesmíru) – Program Dušana Majera, najnowsze wiadomości ze świata kosmonautyki i astronomii.
- Piekło na talerzu (Peklo na talíři) – Szef Praskiego Instytutu Kulinarnego Roman Vaněk stawia pod pręgierzem opinii poziom czeskiej gastronomii.
- Gdzie nie dochodzi słońce (Mezi Půlky) – Kabaretowy program duetu Klučka/Mazal pełen niepoprawnego politycznie humoru, satyrycznie opisujący rzeczywistość dookoła i nas samych. Prowadzący poślą was tam, gdzie słońce nie dochodzi.
- Operacja Izrael (Operace Izrael) – Najdramatyczniejsze czeskie reality-show, w którym policjant Honza, pilot Jirka i aktorka  Veronika „Nikita“ Petrová przeżyli prawdziwe piekło. Pojechali do kraju dotkniętego wojną i pod opieką byłych żołnierzy izraelskich oddziałów specjalnych poddali się najcięższemu kursowi krav magi na świecie. Nikt przed telewizją Stream.cz nie dostał wcześniej pozwolenia na jego nagrywanie.
- Kazma nie da rady (Kazma to nedá) – Sześcioodcinkowy program, w którym trener fitness Jakub Bina przez sześć tygodni przygotowywał charakterystycznego i niezdyscyplinowanego prowadzącego One Man Show Kazmę do przebięgnięcia półmaratonu. Bieg Mattoni 1/2Maraton Olomouc 2014, który odbył się 21 czerwca 2014, był pokazywany w telewizji Stream.cz na żywo.
- Kradzież na Pradze (Praha vs. Prachy) – Metropolia w sercu Europy. W niej sześć milionów turystów rocznie.. kontra garstka przewodników, która stara się dobrać do ich pieniędzy. Program, w którym Janek Rubeš odsłania kulisy tego wielkiego praskiego oszustwa.
- Baťa w pigułce (Baťa v kostce) – Serial o kluczowych momentach w życiorysie Tomasza Baty i historii jego firmy, stworzony na motywach książki Zdeňka Pokludy. Pierwszy w historii telewizji Stream.cz mariaż ze światem literatury.
- Piekło z Danielem Landą (Peklo s Landou) – Reality show muzyka Daniela Landy, w którym pięciu mężczyzn dostaje szansę na zmianę swojego życia.
- Nie gadaj głupot (Nekecej!) – 179-odcinkowy program w stylu programu Nikdo není dokonalý, w którym Tomáš Zástěra a Tomáš Novotný ankietują Czechów.
- Wyższa szkoła podrywu (Univerzita Balení) – “Protegowany bachor” Pavel Novotný radzi, jak zdobyć dziewczynę.
- Gra o tron (Závod o Hrad) – Unikatowy projekt, w którym przed kamerą Stream.cz pokazali się wszyscy poważni kandydaci startujący w pierwszych bezpośrednich wyborach prezydenckich. Prowadzący Pavel Zuna wyzwał każdego z nich na pojedynek w wybranej przez siebie dyscyplinie sportu.
- Rap n News Ondřeje Hejmy – Najnowsze doniesienia ze sceny hip-hopowej komentuje frontman zespołu Žlutý pes Ondřej Hejma.
- Kalendarz (Kalendář Miší a Ríši) – Duet Suchánek i Genzer na każdy dzień w roku.
- Jak to jest zrobione (Jak se co dělá) – Jana Bridget Hadrbolcová pokazuje, jak się robi pewne rzeczy.
- Życie w luksusie (Život v luxusu) – Janek Rubeš pokazuje świat, w którym się nie oszczędza.
- Wiadomości, fakty, wydarzenia (Zprávy) – W każdy czwartek komentujemy najważniejsze wydarzenia tygodnia, które nie mogą umknąć uwadze widzów.
- Muzyczne masakry (Hudební masakry) –  Muzyczny dziennikarz  Jarda Konáš zatrząsł sceną swoim blogiem hudebnimasakry.cz, gdzie bez litości rozprawia się z tym najgorszym w czeskiej muzyce. Fałszowane wyniki sprzedaży płyt, kłamstwa w doniesieniach prasowych, piosenkarze, którzy podają się za kogoś innego i wiele innych. Program emitowany przez cały rok, poza lipcem i sierpniem.
- Z powrotem na szczyt (Zpátky na vrchol) – Reality-show trenera fitness Jakuba Bíny, który wie, jak pomóc swoim podopiecznym wrócić na szczyt. Fizyczną przemianę przeszli pod jego wodzą wszyscy uczestnicy wyemitowanych sezonów, niezależnie od wieku i początkowej kondycji. Bína przygotował do powrotu na ring Mario Jarkasa, byłego wielokrotnego mistrza chińskiego boksu i kick-boxingu. W drugim sezonie pomógł trzem wybranym uczestnikom zrzucić włącznie 40,5kg tłuszczu i przybrać 3,7kg tkanki mięśniowej. W trzeciej serii zajął się dwoma parami.
- Banat CZ (Banát CZ) – Historie i informacje o Czechach żyjących w rumuńskim Banacie. Program w roku 2015 zwyciężył w kategorii telewizyjny i internetowy program w sekcji krajowej najstarszego filmowego festiwalu o tematyce turystycznej TOURFILM.
- Wirale tygodnia (Virály týdne) – Założyciel strony Tyinternety.cz i namiętny widz wszystkich najbardziej bezsensownych internetowych filmików Jakub Svoboda opowiada o najlepszych viralach tygodnia.
- Top 5 – W każdym odcinku redakcja przygotowuje pięć najlepszych rzeczy związanych z danym tematem.
- Infobaden news – Drugie najwiarygodniejsze wiadomości w czeskim internecie – www.infobaden.cz
- Islam w Czechach (Islám v ČR) – Tadeáš Daněk w swoim studenckim projekcie próbuje ustalić, jak myśli się o Islamie w Czechach i czy naprawdę jest on zagrożeniem.
- Panoptikum (Chlapidárium) – Program Karolíny Vrbasové o intymnych sprawach związanych ze związkami.
- Wielkie chwile kosmonautyki (Kritické momenty kosmonautiky) – Niesamowite historie przodowników podboju kosmosu.
- EksperymencIQ (PokusIQ) – Program produkowany we współpracy z IQLANDIA Liberec dwie nagrody SCIAP 2015 za popularyzację nauki.
- Wideoblogi (Videoblogy) – W ramach tego programu swoje wideoblogi na Stream.cz mieli celebryci (Ewa Farna, Agáta Hanychová, Pavel Novotný, Lucie Bílá, Tomio Okamura), ale i ludzie wtedy jeszcze nieznani, którzy sławę zyskali z czasem, np. Jiří Babica (już wtedy nagrywał program o nazwie Babicovy dobroty), późniejszy zwycięzca Česko hledá Superstar Martin Chodúr, finalista Česko Slovensko má talent Richard Nedvěd, przyszłe gwiazdy internetu i autorzy Debilních keců Erik Meldík i Čeněk Stýblo (znani jako najpierw Sketchbrothers, a potem Viralbrothers) i obecny członek redakcji Stream.cz Janek Rubeš (Noisebrothers, NBN).

## Mise K2
Unikatowa seria reportaży dokumentujących wejście himalaisty Radka Jaroša na drugi co do wysokości szczyt świata, ze względu na trudność zdobycia, ekstremalne warunki pogodowe i liczbę nieudanych prób zdobycia nazywany Górą Mordercą. Radek Jaroš stoczył już z K2 cztery przegrane pojedynki. Piątą próbę wejścia na szczyt i skompletowania tzw. Korony Himalajów (zdobycia wszystkich czternastu ośmiotysięczników wchodzących w skład tego pasma), mogli oglądać widzowie Stream.cz. W ośmiu odcinkach pokazane zostały przygotowania do wyprawy, dojście do bazy i w końcu samo wejście na leżący na wysokości 8611 metrów szczyt, który pięćdziesięcioletni himalaista zdobył 26 lipca o godzinie 16:00 czasu pakistańskiego.

## Oglądalność
Dużą przemianę przeszedł Stream.cz w październiku 2013 roku, kiedy przedstawiona została nowa szata graficzna i format telewizji internetowej. Widzowie dostali do dyspozycji duże okno odtwarzacza, autoodtwarzanie i zapowiedź oryginalnych produkcji. Zrezygnowano tym samym z nagrań użytkowników. Nowy design przyniósł początkowo krótkotrwały spadek oglądalności, ale szybko statystyki wróciły na poziom sprzed zmian (udało się wyjść z „doliny śmierci“). Już w październiku liczba rozpoczętych odtworzeń materiałów wideo przekroczyła 30 milionów.
Do najstarszych i najpopularniejszych programów internetowej telewizji Stream.cz należy Fenomén. Format traktujący początkowo o zjawiskach muzycznych, który swoją premierę miał 26 marca 2008 roku, stał się z czasem lifestylowym magazynem, w którym jego autorka i prowadząca Karolína Vrbasová dokumentuje ciekawe zdarzenia, solistów, grupy i wszystko to, czym żyje świat. W grudniu 2014 program świętował emisję trzysetnego odcinka, łącznie obejrzano go ponad 100 milionów razy.
Najlepiej oglądanym odcinkiem programu emitowanego w telewizji Stream.cz jest Odhalení největšího televizního skandálu v Česku, 27 epizod drugiego sezonu One Man Show (prawie 4,5 miliona odtworzeń).

## Wydawnictwo Stream.cz
W 2014 roku powstało wydawnictwo Stream.cz. Pierwszym autorskim programem, który doczekał się własnej serii gadżetów, było Jídlo, s.r.o. Wśród oferowanych przedmiotów pojawiły się na przykład bidony i pojemniki na żywność z ilustracjami przedstawiającymi „Dzielnego Romana” (komiksowe wcielenie Romana Vaňka, który pojawia się na początku i końcu każdego odcinka, walcząc z emulgatorami i ulepszaczami smaku („éčka” i „šmakulády”).
Sukcesem spotkała się też sprzedaż choćby Motywacyjnego kalendarza (Motivační diář) – gadżetu dla fanów programu Restart života zajmującej się zawodowo couchingiem Lenky Černé. Kalendarz w związku z wielkim zainteresowaniem doczekał się trzykrotnego dodruku. Poza tym wydawnictwo Streamu wydało także:
- Wielkie dni, 50 i dwie historie, które zmieniły historie (Slavné dny, 50+2 příběhy, které psaly historii) – książkowy debiut dziennikarza Pavla Zuny.
- Wielkie dni 2 (Slavné dny 2)  – kontynuacja pierwszej części, na którą nie trzeba było długo czekać.
- Z powrotem na szczyt (Zpátky na vrchol) – DVD z efektownym planem treningowym zarówno dla tych, którzy dopiero zaczynają przygodę z ćwiczeniem, jak i stałych bywalców sal gimnastycznych. Kompletna rozpiska ćwiczeń na 30 dni, którą przygotował trener fitness i prowadzący programu o tej samej nazwie Jakub Bína był także wydany w limitowanej edycji zawierającym gumę i piłkę gimnastyczną. Ta wyprzedała się niemal w całości w ciągu jednego dnia.
- Blaníku, nie gniewaj się! (Blaníku, nezlob se!) – gra planszowa na motywach serialu Kancelář Blaník. Polityczny sitcom doczekał się także własnych damskich i męskich koszulek i kubków z ulubionymi powiedzeniami głównego bohatera – legendarnego lobbysty Tondy Blaníka.
- Leporello Jezusek (Leporelo Ježíšek) – obrazkowa książeczka odpowiadająca na wszystkie pytania dzieci. Wierszyk Ježíšek napisała i ilustracjami opatrzyła Hana Auerová.
- Menu według Koko (Menu podle Koko) – książka kucharska pełna nagrań video (kodów QR do zeskanowania) Veroniky „Koko“ Kokešové, bohaterki programu o tej samej nazwie.
- Zaginiona Szumawa (Zmizelá Šumava) – książka Emila Kintzla, dla którego Szumawa jest miłością życia, i Jana Fischera, reżysera programu o tym samym tytule, treściwie i ujmująco opisujących ciężki i charakterystyczny dla tego regionu żywot górali na pustkowiach i w biednych osadach, twórczy żywot ludzi w większych ośrodkach i w końcu przypominających bogatą, przemysłową i kulturalną historię tego regionu.
- Luksus na talerzu/Gotujemy z Mírou (Luxus na talíři/Vaříme s Mírou) – książkowe wydanie przepisów Roberta Mikluša i Míry Hejduka, które prezentują w swoich programach.
- Krytyczne momenty kosmonautyki (Kritické momenty kosmonoutiky) – książkowa adaptacja nagradzanego serialu o pionierach podboju kosmosu

## Kanał dla dzieci
W połowie grudnia 2014 roku rozszerzona została oferta kanału dla dzieci. Do bajek, które już się na nim znajdowały (Krecik, Sąsiedzi, Było sobie życie i inne pokazywane raz w tygodniu) dodano kołysanki (Ukolébavky) w podaniu znanych czeskich aktorów, Vychytávečky pełne twórczych pomysłów na ozdoby, biżuterię i fryzury i wiele innych dla małych geniuszy, miniserię Krasty a moucha z psem-maskotką Seznamu w roli głównej i dwudziestoodcinkową Kulatą pohádkę, kreskówkę pełną serdecznego humoru z Josefem Somrem jako lektorem.
W roku 2016 rodzina bajek powiększyła się o wieczorynkę twórców serialu Kancelář Blaník pod tytułem Špekáček a feferonka, która opiera się na humorze słownym i wykorzystuje wysoko frekwentowane w języku czeskim wyrażenia związane z jedzeniem. W tym samym roku w ofercie dla dzieci pojawił się także animowany serial Živě z mechu, która nawiązywała do dobrze przyjętego krótkometrażowego filmu Po uši v mechu.

## Nagrody
W roku 2007 w internetowej ankiecie Křišťálová Lupa Stream.cz został wybrany Projektem Roku. Rok później w tej samej ankiecie dostał pierwszą nagrodę w kategorii Rozrywka, w roku 2009 trzecią w kategorii najlepsza platforma multimedialna. Pierwszą nagrodę w tej ankiecie telewizja Stream zdobyła jeszcze w roku 2013, tym razem w kategorii Usługa Roku. W roku 2014 w kategorii Inspiracja zwyciężył satyryczny serial Kancelář Blaník, a w kategorii One (Wo)Man Show prowadząca program MENU domů Veronika „Koko“ Kokešová. W kategorii Inspiracja pierwsze miejsce w roku 2015 zajął program Praha vs. Prachy.
Serial Kancelář Blaník w połowie kwietnia 2015 roku dostał też specjalną Nagrodę związku reżyserów  i scenarzystów (ARAS). Podczas festiwalu Finále Plzeň został wyróżniony za nowatorski styl i oryginalną, satyryczną treść przeznaczoną dla nowej platformy internetowej.
Za program Dobývání vesmíru pochodzącego z Jihlavy popularyzatora kosmonautyki Dušana Majera Stream.cz został wielokrotnie nagradzany przez  Akademię Nauk Republiki Czeskiej za popularyzację nauki. Zajął 3 miejsce w 2011, 2 miejsce w 2012, 3 miejsce w 2013, 2 (książka) i 3 (serial) w 2015 roku w organizowanym przez Akademię konkursie SCIAP, w którym pierwsze miejsce w roku 2015 zdobył program PokusIQ (w kategoriach Internet/On-line i audio/video/film).
Program Peklo na talíři dostał nagrodę studenckiego jury festiwalu filmowego LIFE SCIENCE w roku 2012, a rok później został nagrodzony w ankiecie Křišťálová Lupa w kategoriach Projekt Roku i strona internetowa dotycząca zainteresowań.
Na międzynarodowym przeglądzie telewizyjnych i radiowych programów kulinarnych i około kulinarnych Znojemský hrozen 2014 nagrodą specjalną został wyróżniony program Romana Vaňka Jídlo, s. r. o.
W ankiecie Mobilní aplikace w roku 2015 aplikacja Stream.cz zajęła drugie miejsce w kategorii Media.
Trzeci sezon serialu Kancelář Blaník dostał także w roku 2015 Czeskiego Lwa w kategorii nadzwyczajne osiągnięcie w dziedzinie audiowizualności.
Jury festiwalu Tourfilm nagrodziło programy BanátCZ i Vodáci kolejno w latach 2015 i 2016.
Kampania Pro jedno TýTý slunce nesvítí, będąca reakcją na wykluczenie serialu Kancelář Blaník z telewizyjnego plebiscytu TýTý (chodziło o niedopuszczenie telewizji internetowych, Stream.cz mocno zabiegał o uczestnictwo w konkursie, po wykluczeniu serialu z udziału w plebiscycie wycofała się także Nova TV, która postanowiła zorganizować swój, dla wszystkich chętnych telewizji), zdobyła złoto w  kategoriach Komunikacja i Sólokapr/Media placement w ankiecie Czeska nagroda za PR.